# Edentiella edentula
Edentiella edentula is een slakkensoort uit de familie van de Hygromiidae. De wetenschappelijke naam van de soort werd voor het eerst geldig gepubliceerd in 1805 door Jacques Draparnaud.

## Kenmerken
Het slakkenhuisje, die aan de bovenzijde steil tot tamelijk vlak conisch is en aan de onderzijde is afgeplat, is circa 3,5 tot 5,3 mm hoog en 5,5 tot 8,2 mm breed. De omtrek van de windingen is licht convex. Het heeft 5¼ tot 7 zeer strak gewonden windingen, de laatste winding is lichtjes gekanteld aan de omtrek. De afgeronde navel is met 0,2 tot 0,6 mm erg smal, bijna naaldvormig en wordt half of volledig bedekt door de omgevouwen mondzoom. De verhouding tussen naveldiameter en kastbreedte is slechts 0,04 tot 0,1. De mond is elliptisch in dwarsdoorsnede en afgeplat aan de basis. De hoogte is 1,7-2,5 mm, de breedte (breedte) is 2,8-4,4 mm. De mondrand is aan de bovenzijde niet gevouwen, slechts zwak aan de omtrek en iets sterker vanaf de basis tot aan de spil. Een smalle, richelachtige witte lip is ontwikkeld aan de binnenkant van de mond van de buitenrand tot de basis. Het is enigszins verdikt aan de basis, maar er wordt geen tand gevormd.
De ondoorzichtige schaal van het huisje is geelbruin, bruin tot roodbruin met een lichtere band aan de omtrek. Het oppervlak van het huisje is voorzien van ruwe groeilijnen, juveniele exemplaren hebben korte, fijne, dichte haren op het oppervlak van de schaal. Ze vallen meestal uit bij de volwassen dieren, zodat de volwassen dieren meestal haarloos zijn. Hier zijn echter regionale verschillen. De littekens van het uitgevallen haar zijn echter nog steeds te zien. Als gevolg hiervan zien volwassen schelpen er gestreept uit en is het oppervlak glanzend. Het zachte lichaam is in wezen lichtbruin met een donkergrijze rug, kop en tentakel

### Vergelijkbare soorten
Het huisje van Edentiella edentula lijkt op de huisjes van Perforatella bidentata en Petasina unidentata. Perforatella bidentata heeft twee tanden als versterking van de snuit, terwijl Petasina unidentata slechts één tand aan de basis van de mond heeft. Het huisje is meestal groter dan die van Edentiella edentula, maar de laatste winding is niet geschouderd.

## Geografische spreiding en leefgebied
Het verspreidingsgebied van Edentiella edentula strekt zich uit van Oost- en Zuid-Frankrijk (regio Boven-Loire = westelijke helling van het Centraal Massief, Bresse, Franse Jura, Vogezen) en Noord-Zwitserland, via Oostenrijk, Noord-Italië (Zuid-Tirol) naar Slovenië. In Duitsland komt deze soort alleen voor in de Alpen en zelden in de uitlopers van de Alpen en het Beierse Woud, evenals in het Zwarte Woud.
Edentiella edentula komt voor in vochtige lage bergketens en bergbossen van ongeveer 500 tot 2300 meter boven zeeniveau, zelden boven de boomgrens. Het leeft in de kruidachtige laag, in het bladafval en onder stenen, vaak langs waterlichamen. Hij klimt ook in planten en geeft de voorkeur aan brandnetel (Urtica dioica) en wit hoefblad (Petasites albus). Het wordt ook zelden gevonden in open bossen en stenige alpenweiden.